# Flames of War
Flames of War ist ein Tabletop-Strategiespiel von Phil Yates für zwei oder mehr Spieler. Es erschien 2002 bei der neuseeländischen Firma Battlefront. Das Spiel ist zeitlich im Zweiten Weltkrieg angesiedelt. Bei Flames of War werden Schlachten auf Kompanie-Ebene nachgestellt, wobei die Spieler das Kommando über jeweils eine oder mehrere Kompanien übernehmen.

## Übersicht
2012 ist die dritte Version des Regelwerkes erschienen, welches durch Stellungnahme der Entwickler regelmäßig erweitert und verfeinert wird.
Die Regelbücher liefern zum Teil detaillierte Hintergrundinformationen, die es ermöglichen, Truppen nahe am historischen Vorbild aufzustellen.
2017 erschien Version 4 von Flames Of War, die nicht nur die Regeln, sondern auch den Kriegsabschnitt „Mid War“ grundsätzlich überarbeitete. Insbesondere unterscheidet sich die vierte Version durch das Einführen von übersichtlichen Einheitskarten von den vorherigen drei Versionen. Diese Einheitskarten wurden erstmals im Spiel Team Yankee (ebenfalls von Battlefront) eingeführt.
Die Spielregeln teilen den Konflikt in drei Phasen: „Early War“ (1939–1941), „Mid War“ (1942–1943) und „Late War“ (1944–1945).
Spieler können ihre Truppen aus einem umfassenden Angebot aller bedeutenden Konfliktparteien des Zweiten Weltkriegs zusammensetzen. Die darstellbaren Szenarien im frühen Kriegsabschnitt umfassen den Japanisch-Sowjetischen Grenzkonflikt, den Winterkrieg, den Überfall auf Polen und den Westfeldzug, sowie den Beginn des Afrikafeldzuges und Unternehmen Barbarossa.  Der mittlere Kriegsabschnitt wurde mit der Veröffentlichung der neuen Version 4 der Regeln ab 2017 generalüberholt und deckt den Afrikafeldzug, Tunesien, die Landung der Alliierten in Sizilien, sowie die Schlachten um Stalingrad und Kursk ab. Für den späten Kriegsabschnitt stehen Modelle und Armeelisten für die Kämpfe in Italien, Frankreich, Polen und Weißrussland und Deutschland inklusive der letzten Gefechte in und um Berlin zur Verfügung. Der Pazifikkrieg bildet eine eigenständige Kategorie.

## Spielregeln
Ziel des Spiels ist die Eroberung eines gegnerischen Missionsziels, von denen immer mindestens zwei, in einigen Szenarien drei zur Verfügung stehen. In vielen Szenarien übernimmt ein Spieler die Rolle des Angreifers, der andere die des Verteidigers. Der Aufbau der Szenarien variiert stark, zum Teil starten nicht alle Einheiten eines oder beider Spieler auf dem Tisch, sondern befinden sich in Reserve, sodass zum Beispiel ein Spieler (der Angreifer) mit einer zunächst überlegenen Streitmacht auftritt, bis die Reserven des Gegners aufs Feld kommen. Diese Reserven können später zu zufällig bestimmten Zeitpunkten ins Gefecht eingreifen, wodurch Gegenangriffe möglich sind, die dem Spiel eine besondere Dynamik verleihen. Die Siegbedingungen der meisten Szenarien werden erst ab Beginn der sechsten Runde gewertet, sodass beide Spieler ihre Bewegungen vorausplanen und etwaige eigene oder gegnerische Reserven einkalkulieren sollten.
Um beiden Spielern ein ausgeglichenes Erlebnis zu bieten, wird vor dem Beginn einer Partie ein Punktewert festgelegt, bis zu welchem die Spieler Einheiten für ihre Kompanien „einkaufen“ dürfen. Der Punktwert einer Einheit richtet sich nach Kampfmoral, Ausbildungsgrad, Waffen, Ausrüstung und ggf. Sonderregeln.
Spiele im Early War und Late War werden meist im Rahmen von 1500 Punkten bis 1750 Punkten ausgetragen. Mit der Überarbeitung des mittleren Kriegsabschnitts wurde ein neues Punktesystem eingeführt. Die Gefechte hier umfassen 64 bis 100 Punkte im neuen System.

### Ablauf einer Spielrunde
Die Spieler führen abwechselnd Spielzüge aus. Dabei ist jeder Spielzug in 4 Phasen unterteilt. Erstens die Startphase, in der organisatorische Prozesse abgehandelt werden, wie Überprüfung der Truppenmoral, Heranführen von Reserven, Anforderung von Luftunterstützung und Aufdecken von Hinterhalten. Der zweite Schritt ist die Bewegungsphase, in der die Figuren eines Spielers Einheit für Einheit bewegt werden. Darauf folgt die Schussphase, in welcher ausgewürfelt wird, ob eine gegnerische Einheit durch Wirkung der eigenen Waffen als Verlust entfernt wird. Auf das nötige Würfelergebnis haben Ausbildungsgrad des Ziels, sowie Tageszeit, Gelände und ggf. Wetter einen Einfluss. Wird ein Treffer gegen eine Einheit erwürfelt, darf der Besitzer in den meisten Fällen einen Schutzwurf ausführen. Gelingt dieser, konnte der Schaden durch Panzerung, Reflexe oder Glück abgewehrt werden. Falls der Wurf misslingt, wird das getroffene Modell als Verlust entfernt. Als letztes folgt die Nahkampfphase, in der Kämpfe auf nahe und nächste Distanz mit Bajonetten, Gewehrkolben und Granaten simuliert werden, wenn es die angreifende Einheit durch das Sturmabwehrschießen der verteidigenden Einheit schafft. Nach der Nahkampfphase eines Spielers, folgt die Startphase des anderen Spielers. Haben beide Spieler einmal alle vier Phasen durchlaufen, also jeweils einen Zug gespielt, ist die Runde abgeschlossen.

## Zubehör
Der Maßstab der Miniaturen für dieses Spiel liegt bei 1:100, eine menschengroße Figur hat also ca. 15 mm Augenhöhe. Es sind derzeit über 400 Bausätze für Infanterie, Panzer, gepanzerte und ungepanzerte Fahrzeuge, Geschütze und Flugzeuge lieferbar. Das Sortiment wird regelmäßig erweitert und ermöglicht das Zusammenstellen von Truppen aller erdenklichen Armeen.

## Weitere Schauplätze
Seit 2009 hat Battlefront zahlreiche weitere reale Konflikte abseits des Zweiten Weltkrieges und einen fiktiven Konflikt als Schauplätze eingeführt. Nachdem 2011 mit „Tour Of Duty“ ein umfassendes Buch für Vietnam erschienen war, folgte 2013 „Fate of  a Nation“, das israelische, ägyptische, jordanische und syrische Truppen während des Sechstagekrieges bot. 2014, 100 Jahre nach dem Beginn des Ersten Weltkrieges, erschienen Modelle für den Ersten Weltkrieg und 2015 dann das Buch „Great War“, das Gefechte in den letzten Jahren des Ersten Weltkrieges behandelt. Im November 2015 schließlich veröffentlichte Battlefront den erfolgreichen Ableger „Team Yankee“, benannt nach dem gleichnamigen Roman des amerikanischen Autors Harold Coyle. Das Spiel hat einen fiktiven dritten Weltkrieg in Europa zum Schauplatz, bei dem Truppen des Warschauer Paktes im August 1985 die innerdeutsche Grenze überqueren und die NATO angreifen. „Team Yankee“ vereinfachte zahlreiche grundlegende Spielmechaniken und unterschied sich merklich von der dritten Edition „Flames Of War“. Insbesondere führte Team Yankee Einheitskarten statt seitenlanger Waffenlisten ein. Seit 2018 werden alle Ableger an Version 4 von Flames Of War angepasst. Dieser Prozess begann 2018 mit den überarbeiteten Büchern „'Nam“ und „Fate Of A Nation“, die in Zusammenarbeit mit Osprey Publishing veröffentlicht wurden.

## Auszeichnungen und Nominierungen
Bei den Origins Award 2009 wurden mehrere Produkte des Spiels ausgezeichnet:
- Flames of War Firestorm Campaign: Sieger des Vanguard Award für besondere Innovationen
- SS-Panzerdivision ‘Das Reich’ Panzerkompanie (GEAB06): Sieger in der Kategorie Historical Miniature Figure or Line
- Operation Cobra, The Normandy Breakout (FW206): Nominierung in der Kategorie Historical Miniature Figure Game Rules Supplement

Bei den Origin Awards 2010 wurde Flames of War: North Africa als Best Historical Miniatures Rules Supplement (auf dt.: beste Regelerweiterung für historisches Miniaturen-Spiel) ausgezeichnet.
Bei den Origin Awards 2013 wurde Flames of War: Open Fire! als Best Historical Miniature Rules (auf dt.: bestes Regelwerk für historisches Miniaturen-Spiel) ausgezeichnet. Zusätzlich wurde die Erweiterung Flames of War: NUTS als Best Historical Miniatures Rules Supplement (auf dt.: beste Regelerweiterung für historisches Miniaturen-Spiel) ausgezeichnet.